# Карбонильная группа

Карбонильная группа (C=O)

Карбони́льная гру́ппа — функциональная группа С=O органических соединений.
Карбонильная группа может входить в состав других функциональных групп, например, амидной или карбоксильной; соединения, в состав которых входит карбонильная группа, называют карбонильными соединениями.
Термин «карбонил» может также относиться к монооксиду углерода как лиганду в неорганическом или металлоорганическом комплексе (карбонилы металла, например, тетракарбонил никеля).
| Класс соединений            | Структура | Общ. формула    |
| --------------------------- | --------- | --------------- |
| Альдегиды                   |           | RCHO            |
| Кетоны                      |           | RCOR'           |
| Сложные эфиры               |           | RCOOR'          |
| Амиды                       |           | RCONR’R"        |
| Ацилгалогениды              |           | RCOX, X=F,Cl,Br |
| Карбоновые кислоты          |           | RCOOH           |
| Ангидриды карбоновых кислот |           | R(CO)O(OC)R'    |
| Имиды карбоновых кислот     |           | RC(O)N(R')C(O)R |

Органическими карбонилами будут являться мочевина и карбаматы (уретаны), производные ацилхлоридов, хлорформиаты, фосген, сложные эфиры карбонатов, тиоэфиры, лактоны, лактамы, гидроксаматы и изоцианаты.
Карбонильными соединениями являются формально диоксид углерода, диоксид триуглерода и карбонилсульфид.

## Спектроскопия
- Инфракрасная спектроскопия: максимумы поглощений двойной связи C=O в ИК-спектре варьируются в очень широком диапазоне. Их положение определяется в основном присутствием конкретных непосредственно связанных с атомом углерода групп, а также типом колебания связей. Точное расположение максимумов поглощения на спектре обычно хорошо известно, если заведомо известны строение и геометрия молекулы. Это поглощение известно как «карбонильное растяжение» при отображении в инфракрасном спектре поглощения.
- ЯМР-спектроскопия: двойная связь C=O демонстрирует различные резонансы в зависимости от окружающих атомов, обычно со сдвигом в слабое поле. Пик карбонильного углерода в 13C-ЯМР-спектре находится в диапазоне 160–220 м. д.